# Chemical and Process Engineering
Chemical and Process Engineering (Inżynieria chemiczna i procesowa) – czasopismo naukowe, wydawane przez Komitet Inżynierii Chemicznej i Procesowej Polskiej Akademii Nauk, w którym są publikowane artykuły dotyczące różnych procesów i operacji jednostkowych, np.
- problemów matematycznego modelowania transportu pędu, ciepła i masy,
- wyników badań doświadczalnych w tym zakresie.

Obejmuje zarówno podstawowe problemy fizykochemiczne (np. równowaga i kinetyka reakcji chemicznych) jak analizy dotyczące procesów zintegrowanych, w tym np. zagadnienia inżynierii bioprocesowej.
Od 2011 roku wszystkie artykuły są drukowane w języku angielskim. Roczniki czasopisma są dostępne w większości uczelni technicznych w Polsce.
Merytoryczny zakres publikowanych materiałów ilustrują tytuły kilku artykułów, opublikowanych w 2011 roku:
- Stanisław Gil i wsp.: Changes in total active centres on particle surfaces during coal pyrolysis, gasification and combustion,
- Zdzisław Jaworski i wsp.: A comparative study of thermodynamic electrolyte models applied to the Solvay soda system,
- Andrzej Rusin i wsp.: Modelling the effects of failure of pipelines transporting hydrogen,
- Jacek Kalina: Modelling of fluidized bed biomass gasification in the quasi-equilibrium regime for preliminary performance studies of energy conversion plants.